# Andrea Bonomi (football)
Pour les articles homonymes, voir Andrea Bonomi et Bonomi.
Andrea Bonomi, né le 14 février 1923 à Cassano d'Adda (Italie), mort le 26 novembre 2003 dans la même ville, est un footballeur italien, évoluant au poste de défenseur. Au cours de sa carrière, il évolue au Pirelli Milano, à l'AC Milan, à l'AC Brescia et au Plaisance FC ainsi qu'en équipe d'Italie.
Bonomi ne marque aucun but lors de son unique sélection avec l'équipe d'Italie en 1951.

## Biographie
Lorsque Bonomi a six ans, il tombe dans la rivière Adda, et il évite la noyade grâce à l'aide d'un garçon de dix ans. Ironiquement, son sauveteur est Valentino Mazzola qui devient plus tard l'un des plus grands joueurs de football italiens ainsi que le capitaine de l'équipe du Torino FC dans les années 1940. 
Andrea Bonomi reçoit une sélection en équipe d'Italie, le 25 novembre 1951 face à la Suisse.
Mazzola décède lors de la catastrophe du vol spécial Avio-Linee Italiane.

## Carrière de joueur
- 1941-1942 :  Pirelli Milano
- 1942-1952 :  AC Milan
- 1952-1954 :  AC Brescia
- 1954-1955 :  Plaisance FC[2]

### Palmarès

#### En équipe nationale
- 1 sélection et 0 but avec l'équipe d'Italie en 1951

#### Avec le Milan AC
- Vainqueur du Championnat d'Italie en 1951